# فلومویل (کالیفرنیا)
فلومویل (به انگلیسی: Flumeville) یک منطقهٔ مسکونی در ایالات متحده آمریکا است که در شهرستان مندوسینو، کالیفرنیا واقع شده‌است. فلومویل ۵۸ متر بالاتر از سطح دریا واقع شده‌است.